# موسیقی در مالزی

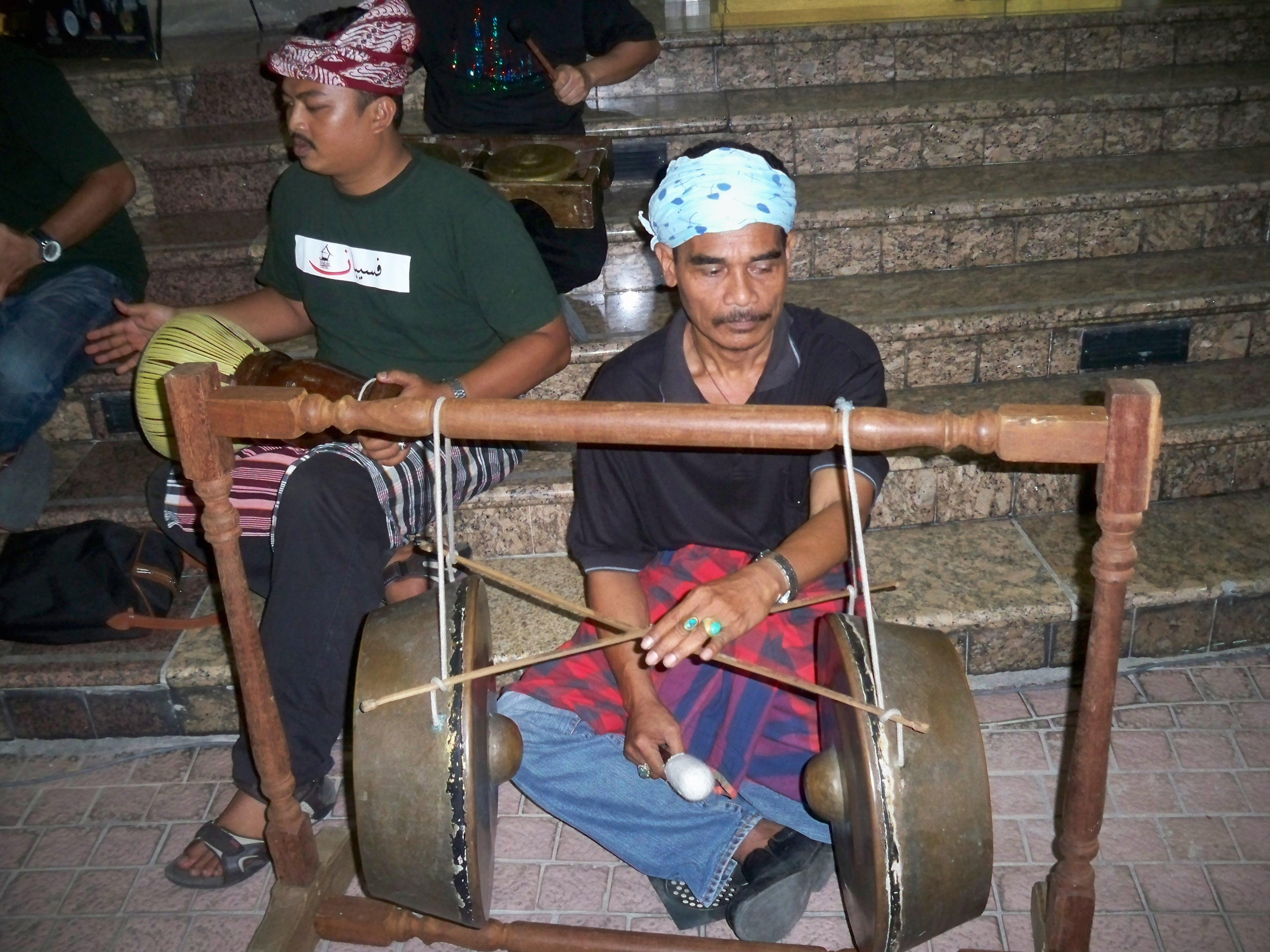
مالایی‌ها در حال نواختن گونگ

موسیقی در مالزی (انگلیسی: Music of Malaysia) یا موسیقی مالزی یک واژه عمومی برای موسیقی است که در ژانرهای مختلف در مالزی ایجاد شده‌است. تعداد بالای ژانرهای گوناگون در مالزی، بازتاب دهنده گروه‌های فرهنگی خاص در جامعه چندقومیتی این کشور است که این جامعه چندقومیتی، مالایی‌ها، چینی‌ها، هندی‌ها، دایاک، کادازان-دوسون (Kadazan-Dusun)، باجاو، اورنگ اصلی، ملاناو (Melanau)، کریستانگ (Kristang) و دیگر اقوام را در بر می‌گیرد. به‌طور کلی، موسیقی مالزی را می‌توان به موسیقی کلاسیک، فولک، تلفیق‌گرا (syncretic) و موسیقی معاصر هنری و عامه‌پسند دسته‌بندی کرد. موسیقی عامه‌پسند و موسیقی معاصر هنری، در اصل براساس موسیقی غربی می‌باشند که با برخی مولفه‌های موسیقی بومی ترکیب شده‌است. دردههٔ ۱۹۵۰، موسیقیدان پی. راملی به ایجاد یک موسیقی مالزیایی که ترکیبی از آوازهای محلی به همراه ریتم رقص غربی و موسیقی غرب آسیا بود، کمک کرد.